# Поліетилен низької щільності

Вироби із ПНГ мають свій код переробки: 4

Структура розгалужень поліетилену низької густини

Поліетилен низької густини (ПНГ) (англ: LDPE - Low-density polyethylene) — це термопластик, який виробляють із мономеру етилену. Був першим сортом поліетилену, виробленого в 1933 році компанією Imperial Chemical Industries, за допомогою високого тиску завдяки вільнорадикальній полімеризації. Виробники досі використовують ту саму методику. За даними Управління з охорони навколишнього середовища США близько 5,7% поліетилену низької густини переробляється. Незважаючи на конкуренцію з боку більш сучасних полімерів, ПНГ залишається широковживаним. У 2013 році світовий ринок ПНГ досяг обсягу близько 33 мільярдів доларів США.

## Властивості
ПНГ характеризується густиною в діапазоні 0,91–0,94 г/см3. За кімнатних температур хімічно пасивний, за винятком сильних окислювачів, та деякі розчинники викликають набухання. Тривалий час матеріал може витримувати температуру 80 °C і короткочасний вплив до 95 °C. Виготовляють напівпрозорі або непрозорі варіанти пластику, які досить гнучкі але жорсткі.
LDPE-пластик має більш розгалужену структуру (приблизно на 2% більше атомів вуглецю), ніж ПВГ, тому міжмолекулярні сили слабкіші, а його міцність і стійкість вища. Крім того, оскільки його молекули не такі щільні і менш кристалічні через розгалуження, густина його нижча.

### Хімічна стійкість
- Відмінна стійкість (не взаємодіє з хімічними регентами) до розведених і концентрованих кислот, спиртів, лугів та складних ефірів
- Добра стійкість (дуже низька здатність до хімічної взаємодії) до альдегідів, кетонів і рослинних олій
- Обмежена стійкість (значна хімічна реакційна здатність, але підходить для короткочасного використання) до аліфатичних і ароматичних вуглеводнів, мінеральних олив і окисників
- Погана стійкість, не рекомендується для використання із галогеналканами.[4]

## Використання

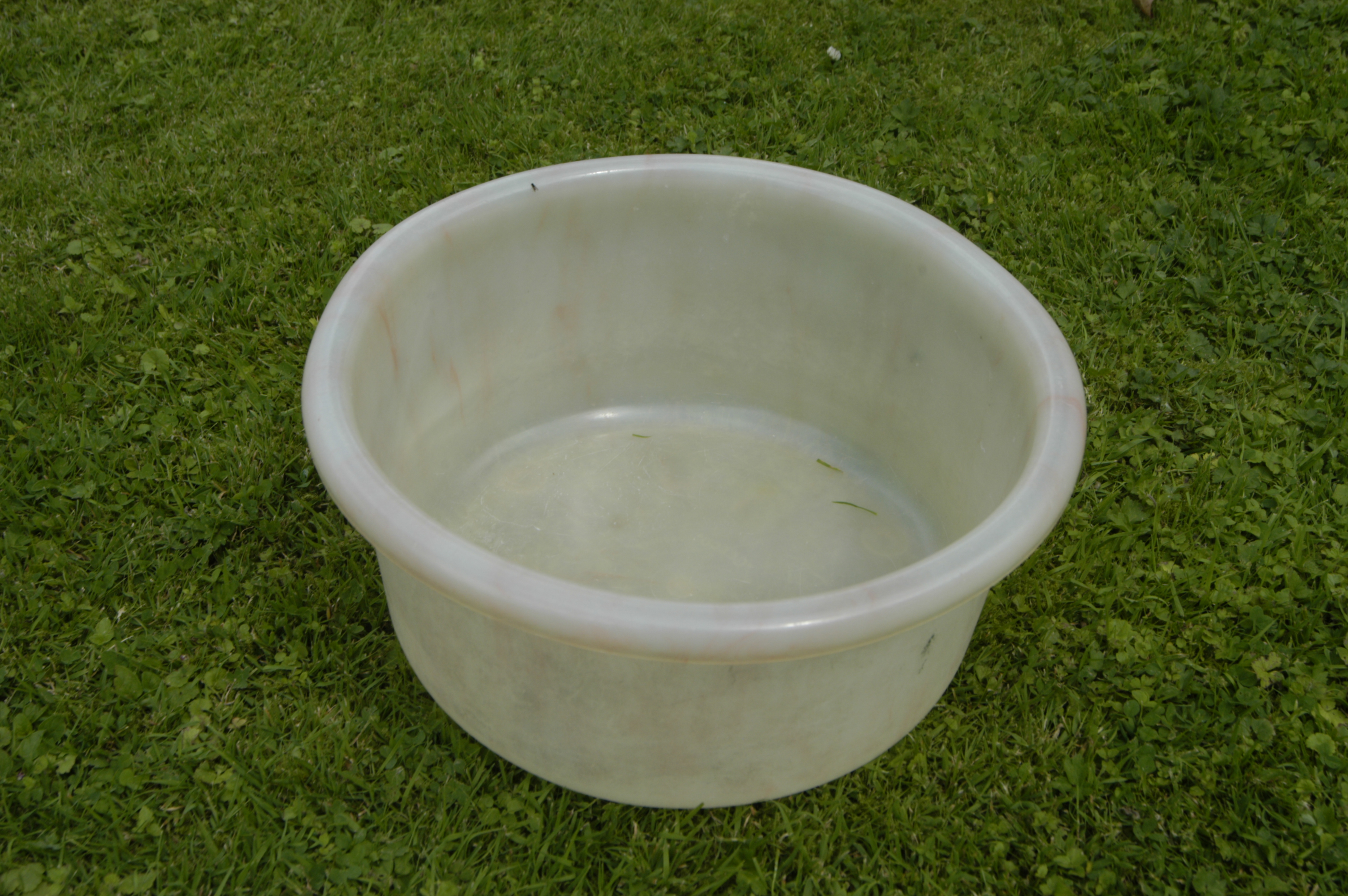
Пластикова миска GEECO, куплена 1950 року, станом на 2014 рік використовувалася.

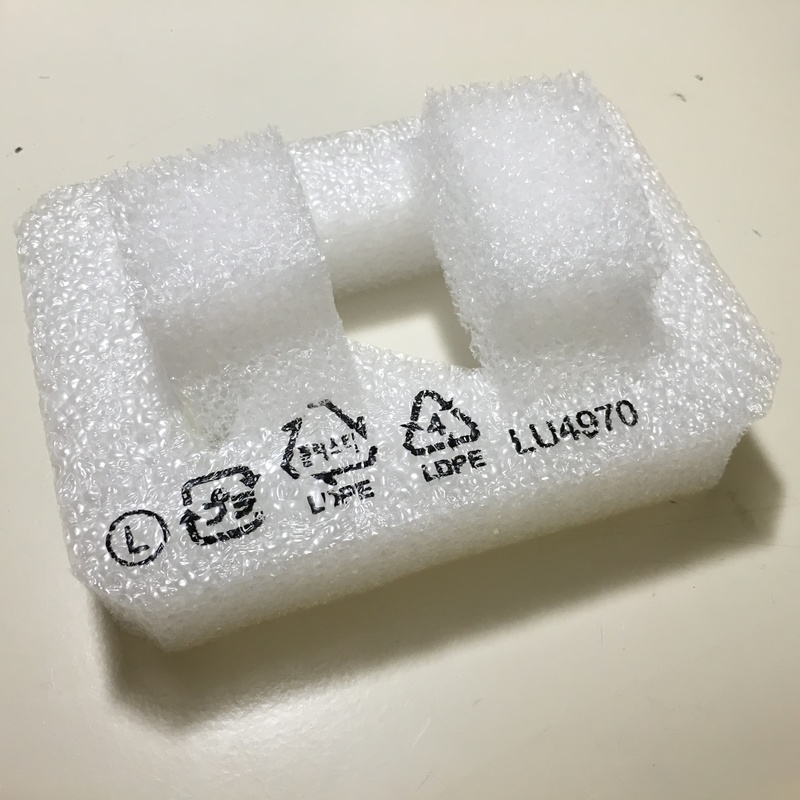
Шматок пакувальної піни, зробленої з LDPE-пластику

ПНГ поширений для виробництва різних ємностей, дозувальних пляшок, посуд для миючих засобів, труби, поліетиленові пакети для комп'ютерних компонентів і різноманітне формоване лабораторне обладнання. Хоча найбільше його використовують для виготовлення поліетиленових пакетів. Інші вироби, виготовлені з цього поліетилену, включають:
- Лотки і контейнери загального призначення
- Робочі поверхні, стійкі до корозії
- Запчастини, які можуть бути зварюваними і піддаватися обробці
- Запчастини, які мають бути гнучкими
- Пакувальні кільця для пляшок[en]
- Соки і молочні продукти, продаються в спеціальних ємностях із багатошарового матеріалу, в якому за основу є папір/картон, з обох сторін вкритий плівкою ПНГ (як водонепроникний шар), і часто з шаром алюмінієвої фольги (у контейнери із такого матеріалу проводять асептичне пакування[en]).[5][6]
- Упаковка для комп'ютерного обладнання, такого як жорсткі диски, екрани, відеокарти та інше
- Ігрові майданчики[en]
- Пластикова упаковка